# Orthetrum saegeri
Orthetrum saegeri é uma espécie de libelinha da família Libellulidae. 
Pode ser encontrada nos seguintes países: Camarões, República Centro-Africana, República do Congo, República Democrática do Congo, Gâmbia, Togo, Uganda e Zâmbia.
Os seus habitats naturais são: florestas subtropicais ou tropicais húmidas de baixa altitude e pântanos subtropicais ou tropicais. 